# Kattegat Silo
57°26′21.03″N 010°32′40.55″Ø / 57.4391750°N 10.5445972°Ø
Kattegat Silo, beliggende i Frederikshavn på Kragholmen, udgør med sin højde på 55 meter et karakteristisk pejlepunkt, hvorfra der er en fantastisk udsigt. 
Bygningen rummer 12.500 etagekvadratmeter, og der er 10 etager i selve siloen og 13 etager i tårnet, beregnet til erhvervslejemål.

## Historie
Siloen blev opført af DLG (Dansk Landbrugs Grovvareselskab) i 1960'erne til brug for opbevaring af korn og foderstoffer.
Efter ca. 25 år blev siloen overtaget af skibsværftet Danyard, som anvendte den som magasin. Efter lukningen af værftet sidst i 1990'erne stod siloen tom, indtil ombygningen til Kattegat Silo.
- December 2004, ombygning fra kornsilo til kontorsilo påbegyndtes. Til finansiering af ændringerne modtog man blandt andet mål 2-tilskud på 17,6 mio. kr. fra EU’s regionalfond.
- April 2005 påbegyndtes den største opgave i projektet, nedbrydning af den indre del af siloen. 12.000 tons betonaffald blev fjernet og nye etagedæk indlagt.
- Juni 2005 påbegyndte installationen af 677 vinduer, isolering og beklædning af facaderne.
- September 2005 afholdtes rejsegilde, og installation af el, sanitet, gulve, lofter, døre etc. blev påbegyndt.
- April 2006 var underetage og 6. – 12. etage klar til brug.
- Juni 2006 var ombygningen færdig til aflevering.

## Fakta
- Ejer: Fonden Kattegat Silo (stiftet af FME, (Frederikshavn Maritime Erhvervspark), Frederikshavn Kommune og Frederikshavn Erhvervsråd.
- Administration: FME

## Ekstern henvisning
- Kattegat Silos hjemmeside (Webside ikke længere tilgængelig)